# Æthelred af Wessex
Kong Æthelred af Wessex (oldengelsk: Æþelræd, undertiden gengivet som Æthelred, "Ædle råd") (ca. 847 – 871) var konge af Wessex og Kent fra 865 til 871. Han var den fjerde søn af Kong Æthelwulf af Wessex. Han efterfulgte sin bror, Æthelberht (Ethelbert), som konge af Wessex og Kent i 865. Han var gift med Wulfrida, som han fik to sønner med, Æthelwold og Æthelhelm.
Æthelred var ikke i stand til at forhindre de forøgede danske vikingeangreb på England. Den 4. januar 871 i slaget ved Reading led Æthelreds hær et stort nederlag. Selvom Æethelred var i stand til at reorganisere hæren i tide efter nederlaget og vinde det efterfølgende slag ved Ashdown, led han kort efter nederlag 22. januar 871 i Slaget ved Basing, og han blev selv dræbt i slaget ved Merton 23. april 871.
Æthelred er begravet på Wimborne i Dorset. Efter hans død blev han af folket betragtet som en helgen, men han er aldrig blevet kanoniseret.
Han blev efterfulgt som konge af sin yngre bror, Alfred den Store.